# Sein (teken)

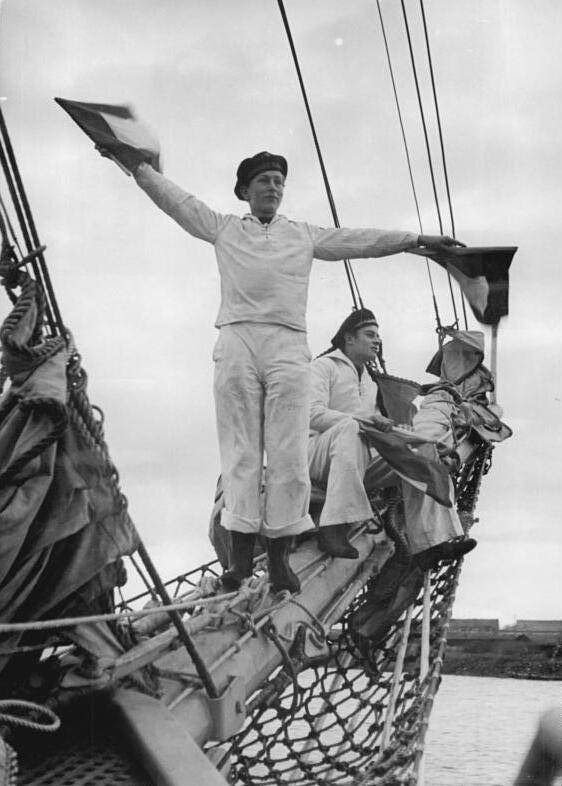
Vlaggensein voor de letter Y

Een sein is een middel om een boodschap aan een ander over te brengen, zonder dat te doen door middel van direct praten of schrijven, maar door middel van een vooraf afgesproken code.
Kennis van de code is meestal nodig om de boodschap te begrijpen. Zo bestaat er het morse-alfabet, waarin de verschillende letters van het alfabet weergegeven worden door korte en lange tonen of lichtsignalen.
Ook bestaat er een code, het semafooralfabet, om met behulp van vlaggen een boodschap visueel over te seinen. De zendende persoon houdt met gestrekte armen twee vlaggen vast en maakt wisselende combinaties van vlaggenposities om aan de ontvanger een letter of begrip over te brengen.

## Spoorwegen
Verder kennen we seinen bij de spoorwegen. Deze spoorwegseinen geven ook opdrachten of toestemmingen door. Gekleurde lichten en borden langs het spoor geven de treinbestuurder aan wat hij moet doen. Ook hier geldt weer dat er een bepaalde code vastgelegd is, met andere woorden, wat de betekenis is van de verschillende borden en (combinaties van) gekleurde lichten.
De lichten voor en achter een trein worden ook 'sein' genoemd. Er zijn verschillende combinaties van lichten die een afgesproken betekenis hebben.

## Wegverkeer
In het wegverkeer zijn stoplichten (verkeerslichten) de bekendste en meestgebruikte seinen. Daarnaast zijn er de gele knipperlichten naast de weg voor gevaarlijke plekken. Vast opgestelde verkeersborden en reflectoren worden meestal niet als 'sein' aangeduid.
Seinen op voertuigen zijn in de eerste plaats de richtingaanwijzers en remlichten. Hulpdiensten gebruiken zwaailichten (blauw voor ambulance, brandweer en politie, geel als waarschuwing voor gevaar). Ieder voertuig moet een geluidssein (zie claxon, fietsbel) kunnen voortbrengen om bij gevaar te waarschuwen.

## Scheepsverkeer
Het scheepsverkeer kent vele soorten seinen:
- vlaggen (nationaliteitsvlaggen, codevlaggen, seinvlaggen en lettervlaggen)
- lichten (vanaf schepen de zogenoemde boordseinen, verder vanaf de wal en vanaf vuurtorens)
- morse via de radio
- vuurwerk (lichtkogels bij nood)
- geluidsseinen met specifieke betekenissen (drie maal lang = opletten).

## Vliegverkeer
Ook het vliegverkeer kent diverse seinen. De boordseinen zijn in grote lijnen zoals bij schepen, er zijn echter geen geluidsseinen of vuurwerk in gebruik. Als nationaliteitssein wordt een lettercombinatie gebruikt: PH staat voor Nederland.